# Semicytherura striata
Semicytherura striata är en kräftdjursart som först beskrevs av Georg Ossian Sars 1866.  Semicytherura striata ingår i släktet Semicytherura, och familjen Cytheruridae. Arten är reproducerande i Sverige.